# Tillandsia roezlii
Tillandsia roezlii là một loài thực vật có hoa trong họ Bromeliaceae. Loài này được E.Morren miêu tả khoa học đầu tiên năm 1877.